# 韓暹
韓 暹（かん せん、? - 197年）は、中国後漢時代末期の武将。并州の人と見られる。

## 正史の事跡
当初は河東郡の白波軍（白波賊・河東黄巾党）の頭領。仲間の頭領には李楽・胡才がいて、李傕配下の楊奉もかつては白波軍の一員だった。
興平2年（195年）、献帝が長安から脱出した時、李傕・郭汜両名の追撃に遭ったが、楊奉・董承から招聘された韓暹は、李楽・胡才とも協力し、献帝を護衛した。同年12月、洛陽への途上の安邑で、献帝から征東将軍に任じられた（『三国志』魏書董卓伝による。『後漢書』董卓伝によると、この時に征東将軍に任命されたのは胡才である）。
建安元年（196年）7月、無事に献帝を守り抜いて洛陽に入城し、翌月にはその功績から大将軍の位を授与された。だが、韓暹は得た官位をいいことに、仲間や部下の盗賊達を好き勝手に官職へ任命したため、董承と対立したという。やがて、献帝が曹操の元で庇護を受けるようになると、正統性を喪失した韓暹は楊奉と共に定陵方面で略奪を働かざるを得なくなり、そこを曹操軍に衝かれて撃破された。このため韓暹は楊奉と共に袁術の下へ落ち延び、その部将となった。
建安2年（197年）、袁術の呂布討伐に従うが、呂布の命を受けた陳珪から好条件を餌として説得されると、楊奉と共に呂布軍へ寝帰った。また袁術軍の将軍十数名を斬り殺す活躍を見せ、これを撃ち破った。
彼の最期は史書に大きく食い違いがあり、実態はまったく不明である。『三国志』魏書董卓伝によると『曹操が献帝を迎えた後に揚州・徐州の間に逃亡しそこで略奪を繰り広げたため劉備に殺された』
同蜀書先主伝によると『呂布に徐州を奪われた後に海西に駐屯した劉備によって揚州・徐州で略奪を繰り広げていたところを攻撃され斬られた』と記録されているがこれらは建安元年(196年)のことであり前述の袁術との戦いに参加したという建安二年の記録と矛盾する(この記録は『三国志』魏書呂布伝による)。
前述の董卓伝に付けられた英雄記によると楊奉が劉備に会見の場で斬られると、韓暹は逃亡し、旧友で沛郡杼秋県屯帥（県尉）でもある張宣の討伐を受け、殺害され、その首級は劉備の下に届けられたという。これが建安二年以降のことであるとすると、呂布と争って小沛に逃れていた劉備に呂布に従った両者がなぜ豫州まで赴き面会したのかという謎が残る。

## 物語中の韓暹
小説『三国志演義』でも登場するが、史実とは異なり、李楽が暴虐を繰り返しているため、韓暹はそれほど目立っていない（史実の李楽は、献帝派武将の中で最も悪事の記録が少ないとすら言える）。その後は史実同様、楊奉と共に曹操に戦いを挑んで敗北し、袁術に降った後、さらに呂布に寝返っている。
その後、呂布と結びつくことを恐れた陳珪の策により、韓暹は沂都に駐屯させられたが、略奪が酷かったため劉備に誅殺され、首級を曹操に献上されている。